# Manuel Gaete
Manuel Jesús Gaete Collao (Santiago, Chile, 5 de enero de 1948-Santiago 25 de junio de 2003) fue un futbolista y director técnico chileno. Elegido mejor Futbolista del año en Chile en 1971.

## Trayectoria
Manuel Gaete se inició en las divisiones inferiores de Universidad Católica, donde debutó en primera división en 1967, luego pasa a Unión San Felipe donde logra el título de la Segunda División 1970 y el ascenso a primera, al año siguiente se corona campeón de la Primera División 1971 con el club aconcagüino.
En 1974 arriba a Unión Española, cuadro con el cual llega a la final de la Copa Libertadores 1975, en donde disputa el tercer partido final ante Independiente de Avellaneda, cayendo por 0-2 en el Estadio Defensores del Chaco. Con el cuadro hispano se corona campeón ese mismo año de la Primera División 1975.
Ya como director técnico dirigió a Unión La Calera, logrando el campeonato de la Tercera División 1990.

## Selección nacional
Fue seleccionado de Chile en tres oportunidades, dos de las cuales fueron durante la Copa Independencia de Brasil de 1972.

### Partidos internacionales
| Partidos internacionales | Partidos internacionales | Partidos internacionales            | Partidos internacionales | Partidos internacionales | Partidos internacionales | Partidos internacionales | Partidos internacionales | Partidos internacionales | Partidos internacionales  |
| N.º                      | Fecha                    | Estadio                             | Local                    | Resultado                | Visitante                | Goles                    | Asistencias              | DT                       | Competición               |
| ------------------------ | ------------------------ | ----------------------------------- | ------------------------ | ------------------------ | ------------------------ | ------------------------ | ------------------------ | ------------------------ | ------------------------- |
| 1                        | 14 de junio de 1972      | Estadio João Machado, Natal, Brasil | Chile                    | 2-1                      | Ecuador                  |                          |                          | Rudi Gutendorf           | Taça Independência        |
| 2                        | 18 de junio de 1972      | Estadio de Arruda, Recife, Brasil   | Portugal                 | 4-1                      | Chile                    |                          |                          | Rudi Gutendorf           | Taça Independência        |
| 3                        | 6 de noviembre de 1974   | Estadio Nacional, Santiago, Chile   | Chile                    | 0-2                      | Argentina                |                          |                          | Pedro Morales            | Copa Carlos Dittborn 1974 |
| Total                    | Total                    | Total                               | Presencias               | 7                        | Goles                    | 0                        | 0                        |                          |                           |

| Selección chilena | Selección chilena | Selección chilena |
| Año               | Partidos          | Goles             |
| ----------------- | ----------------- | ----------------- |
| 1972              | 2                 | 0                 |
| 1974              | 1                 | 0                 |
| Total             | 3                 | 0                 |

## Clubes

### Como jugador
| Club                 | País  | Año       |
| -------------------- | ----- | --------- |
| Universidad Católica | Chile | 1967-1969 |
| Unión San Felipe     | Chile | 1970-1972 |
| Magallanes           | Chile | 1973      |
| Unión Española       | Chile | 1974-1976 |
| Huachipato           | Chile | 1978      |
| Naval                | Chile | 1979      |

### Como entrenador
| Club             | País  | Año       |
| ---------------- | ----- | --------- |
| Unión La Calera  | Chile | 1990-1992 |
| Unión San Felipe | Chile | 1993-1994 |
| Unión La Calera  | Chile | 1994-1995 |
| Unión La Calera  | Chile | 2002      |

## Palmarés

### Torneos nacionales de reservas
| Título             | Equipo               | País  | Año  |
| ------------------ | -------------------- | ----- | ---- |
| Torneo de Reservas | Universidad Católica | Chile | 1965 |
| Torneo de Reservas | Universidad Católica | Chile | 1966 |
| Torneo de Reservas | Universidad Católica | Chile | 1967 |

### Torneos nacionales oficiales
| Título           | Equipo           | País  | Año  |
| ---------------- | ---------------- | ----- | ---- |
| Segunda División | Unión San Felipe | Chile | 1970 |
| Primera División | Unión San Felipe | Chile | 1971 |
| Primera División | Unión Española   | Chile | 1975 |